# 페레야슬라우

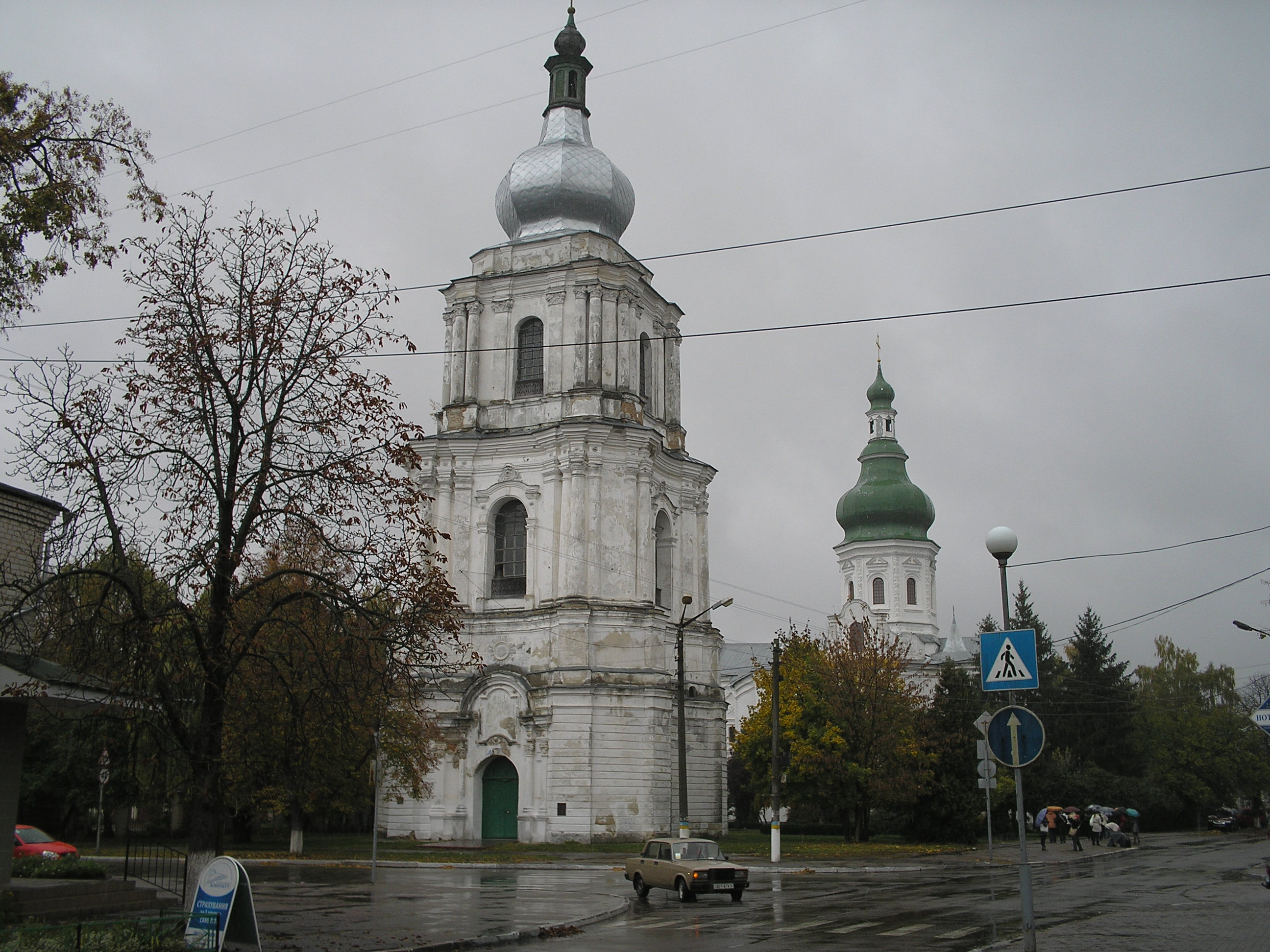
페레야슬라우

페레야슬라우(우크라이나어: Переяслав, 러시아어: Переяслав 페레야슬라프[*])는 우크라이나 중부에 위치한 도시로, 행정 구역상으로는 키예프주에 속한다. 키예프(우크라이나의 수도)에서 남쪽으로 95km 정도 떨어진 곳에 위치하며 면적은 32km2, 인구는 28,983명(2001년 기준), 인구밀도는 1,547명/km2이다. 옛 건축물이 많기 때문에 "살아있는 박물관"이라고 부르기도 한다.

시 문장

## 역사
키예프 대공국의 지배를 받고 있던 907년에 건설되었으며 1239년에 몽골 제국의 침공으로 파괴되기 이전에는 페레야슬라우 공국의 수도였다. 14세기에 리투아니아 대공국의 지배를 받았고 1569년부터 폴란드의 지배를 받았다. 1585년에는 폴란드 스테판 바토리 국왕에 의해 마그데부르크법에 따른 도시 지위를 부여받았다.
16세기 후반부터 우크라이나 카자크의 활동 무대가 되었고 1654년에는 보흐단 흐멜니츠키가 이 곳에서 페레야슬라프 조약을 승인하면서 카자크 수장국과 루스 차르국 간의 동맹을 형성했다. 1667년부터 루스 차르국의 지배를 받았다. 1943년에 소련 정부가 러시아와 우크라이나 간의 통합을 선전하고 우크라이나의 카자크 지도자인 보흐단 흐멜니츠키를 기념하기 위해 원래의 명칭에 흐멜니츠키의 성을 더하여 페레야슬라우흐멜니츠키로 바뀌었다가 2019년 10월에 우크라이나 최고 라다가 페레야슬라우흐멜니츠키 시의회의 요청을 승인하면서 옛 이름으로 바뀌었다.

## 자매 도시
- 러시아 모자이스크
- 러시아 페레슬라블잘레스키
- 벨라루스 빌레이카
- 조지아 므츠헤타
- 에스토니아 파이데
- 북마케도니아 코차니